# Giovan Bernardo Gualandi
Giovan Bernardo Gualandi est un traducteur italien de la Renaissance.

## Biographie
Né dans le 16e siècle à Florence, se rendit fort habile dans les langues anciennes, et s’acquit une réputation très-étendue par ses connaissances et par ses talents comme orateur. Il avait embrassé l’état ecclésiastique, mais il refusa toutes les dignités qui lui furent offertes, pour se consacrer uniquement à la culture des lettres, et mourut vers 1570. On lui doit des traductions de la Vie d'Apollonios de Tyane par Philostrate, Venise, 1549, in-8° ; du Traité des monnaies de Guillaume Budé, Florence, 1562, in-8° ; et des Apophthegmes de Plutarque, Venise, 1565, in-4° ; des exemplaires portent la date de 1566 et de 1567. On peut consulter sur ces traductions devenues très-rares le livre de Gamba, Serie de’ testi. Les autres ouvrages de Gualandi sont : Tractatus de vero judicio et providentia Dei, Florence, 1562, in-8° ; De liberali institutione Dialogus ; De optimo principe Dialogus (ce dialogue est adressé à Fr. Visconti, duc de Milan) ; Oratio de SS. martyribus Cosma et Damiano.